# Investidura presidencial de Lyndon B. Johnson en 1963

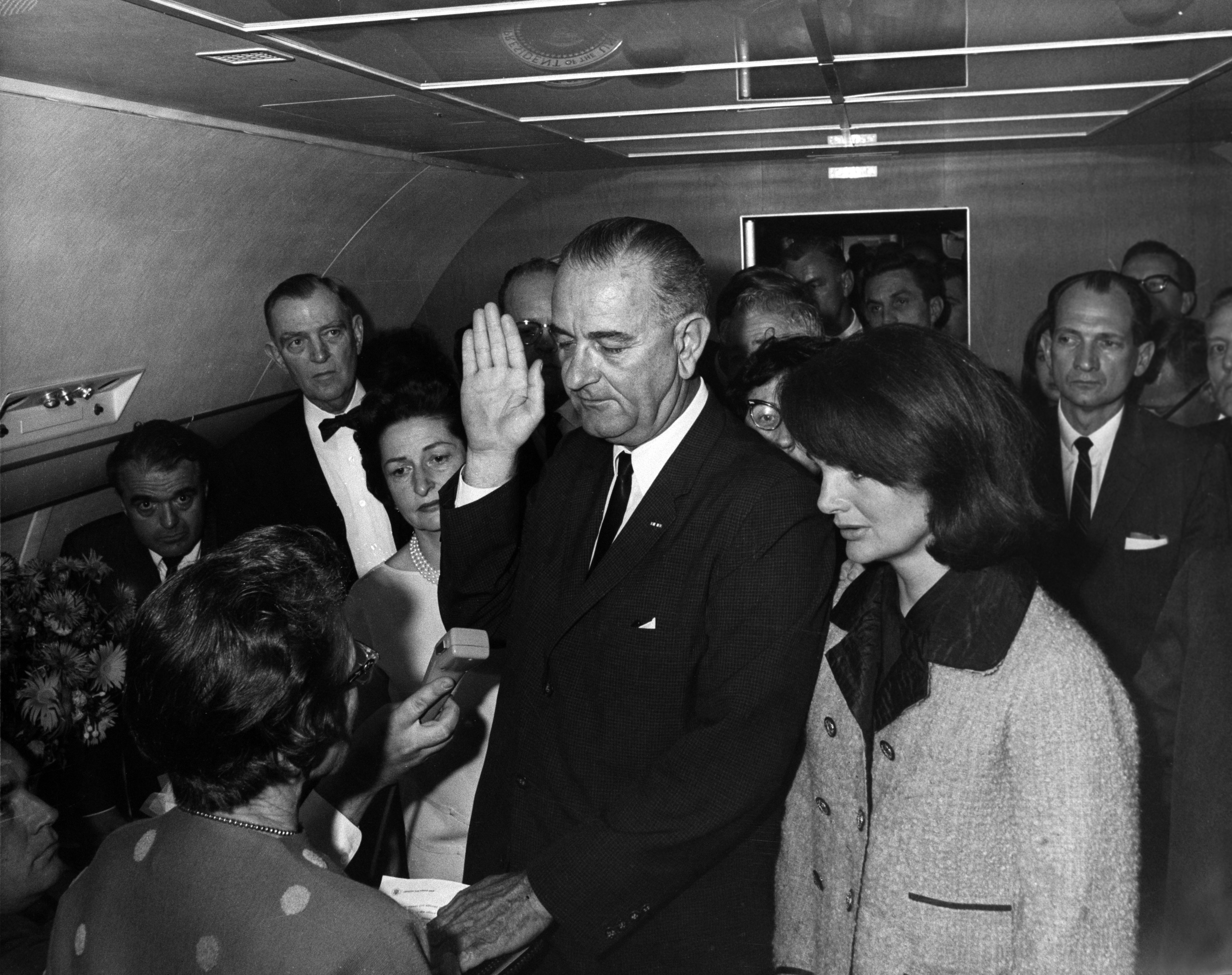
Lyndon B. Johnson se juramentó a bordo de Air Force One por la jueza federal Sarah T. Hughes, tras el asesinato de John F. Kennedy. A la izquierda de Johnson, Jacqueline Kennedy, a su derecha es la Sra. Lady Bird Johnson, y sentado cerca de la ventana del avión Jack Valenti, fundador de la MPAA.

La investidura presidencial de Lyndon B. Johnson se produjo el 22 de noviembre de 1963 a raíz del asesinato de John F. Kennedy.

## Detalles
En 1963, Lyndon B. Johnson era el Vicepresidente de los Estados Unidos, John F. Kennedy y Johnson habían ganado las elecciones presidenciales de 1960.
El 22 de noviembre, a las 12:30 p. m. hora local de Texas, el presidente John F. Kennedy fue asesinado, mientras viajaba con su esposa, Jacqueline, en la caravana presidencial. Johnson viajaba en un automóvil detrás del presidente con su esposa, Lady Bird Johnson, junto al senador por Texas Ralph Yarborough. Luego de los disparos contra el Presidente, fueron llevados al Parkland Memorial Hospital.
Johnson en el hospital fue rodeado por agentes del Servicio Secreto, quienes lo alentaron a volver a la capital en caso de que él también fuera blanco de asesinato. Johnson deseó esperar hasta que se hizo oficial la muerte de Kennedy, a la 1:20 p. m. Desde ese punto, se hicieron arreglos para proporcionar la protección del Servicio Secreto de las dos hijas de Johnson, y se decidió que iba a salir en el avión del presidente porque tenía mejor equipo de comunicaciones. Johnson fue inmediatamente llevado al aeropuerto Dallas Love Field, manteniendo la cabeza debajo de la ventana del auto durante el traslado al aeropuerto para protegerlo de otro atentado. Johnson esperó a Jacqueline Kennedy a bordo del Air Force One, que a su vez no aseguró que no dejaría Dallas sin el cuerpo de su marido. Sin embargo, el ataúd de Kennedy fue llevado hasta el avión, pero en el despegue se retrasó, el juramento tuvo que ser tomado en el avión.
La Comisión Warren reporta el detalle de la investidura:
Desde el avión presidencial, el vicepresidente telefoneó al fiscal general Robert F. Kennedy, quien informó al Sr. Johnson que debía jurar el cargo en el avión antes de dejar Dallas. La juez federal Sarah T. Hughes se dirigió al avión para proceder al juramento. Miembros de la presidencia y vicepresidencia llenaron el compartimento central del avión para presenciar la jura. De esta forma Lyndon Baines Johnson, tomó el juramento del cargo como el 36.º presidente de los Estados Unidos. La Sra. Kennedy y la Sra. Johnson se situaron junto al nuevo Presidente mientras juraba el cargo. Nueve minutos más tarde, el avión presidencial partió a Washington D. C.
La ceremonia de toma de juramento fue por primera vez realizada por una mujer, así como la primera y única vez que se realizó en un avión.
En lugar de la habitual Biblia usada en las ceremonias, Johnson juró sobre un misal que se encontraba en una habitación del Air Force One.